# Tetramethylgermanium
Tetramethylgermanium, mit der Konstitutionsformel Ge(CH3)4, ist eine der einfachsten metallorganischen Germaniumverbindungen. Sie besteht aus einem zentralen Germaniumatom (Ge) mit vier daran gebundenen Methylgruppen (–CH3) und liegt bei Raumtemperatur als farblose Flüssigkeit vor.

## Darstellung
Tetramethylgermanium lässt sich durch die Grignard-Reaktion aus Germaniumtetrachlorid und Methylmagnesiumchlorid synthetisieren.
{\displaystyle \mathrm {GeCl_{4}\ +4\ (CH_{3})MgCl+\ {\xrightarrow[{Et_{2}O}]{}}\ Ge(CH_{3})_{4}+\ 4\ MgCl_{2}} }
Ebenso ist eine Umsetzung von Germaniumtetrachlorid mit Dimethylzink oder Dimethylcadmium möglich, letzteres lässt sich aufgrund des höheren Siedepunkts besser vom entstehenden Produkt abtrennen. Die Umsetzung erfolgt bei Raumtemperatur nahezu quantitativ.

## Eigenschaften
Tetramethylgermanium ist eine ölige, farblose Flüssigkeit mit süßlichem Geruch, ähnlich dem Chloroform. Es löst sich unzersetzt in Ethanol, Diethylether und Benzin. Mit Salpetersäure reagiert es bei 0 °C nur langsam.

## Verwendung
Tetramethylgermanium kann als Methylierungsmittel in Transmetallierungsreaktionen eingesetzt werden:
{\displaystyle \mathrm {(CH_{3})_{4}Ge+GaCl_{3}{\xrightarrow {<20\,{}^{\circ }C}}(CH_{3})_{3}GeCl+GaCl_{2}(CH_{3})} }